# 北京广播电视台
北京广播电视台（英語：Beijing Radio & Television Station）是中华人民共和国北京市一家主要从事广播电视节目制作、播出的特大型市属事业单位，成立于2010年6月1日，由原北京人民广播电台、北京电视台、北广传媒等单位合并组建而成。现时，北京广播电视台的广播部门保留北京人民广播电台的呼号，电视部门则保留北京电视台的呼号。

## 历史

### 北京电台历史
北京地区的广播事业始于1927年9月1日由北洋政府创办的“北京广播无线电台”，最初设于琉璃厂电话总局内，1928年5月迁至甘石桥电话西局内，1928年10月被國民政府交通部接收后改为“北平广播无线电台”，1929年被阎锡山的太原无线电信管理处接管，一年后又被张学良的东北边防司令长官公署接收，1932年被国民政府交通部收回。1937年，北平广播电台被侵华日军取缔，日本傀儡政权华北临时政府在西长安街2号成立“北京中央广播电台”。1940年，华北临时政府改为汪精卫国民政府华北政务委员会后，日本控制的“华北广播协会”直接控制“北京中央广播电台”。1945年10月，上述机构被国民党中央广播事业管理处接收，恢复“北平广播电台”。
1949年1月31日北平和平解放当晚，位于西长安街3号的北平广播电台被中国人民解放军北平军管会接收，2月2日以“北平新华广播电台”之名开始以原北平广播电台波段播音，首位播音员为齐越，最初使用频率为中波850千赫、770千赫:145。1949年3月25日，陕北新华广播电台随中共中央迁入北平香山并改为“北平新华广播电台”，原对北平市广播的北平新华广播电台（初代）随即更名为北平人民广播电台，1949年9月根据中央广播事业管理处决定更名为“北平新华广播电台第二台”，不久因北平更名北京而改为“北京新华广播电台第二台”，1949年12月改称“北京市人民广播电台”，1951年3月定名为北京人民广播电台。
1954年，北京人民广播电台曾计划由西长安街迁至西四石碑胡同8号，此时仍属中共北京市委领导，但该年下半年参照苏联首都广播电台直接隶属苏联国家广播委员会的做法，石碑胡同8号移交中央广播事业局另作他用:259-260。1955年3月8日，北京电台成为中央人民广播电台的“对首都广播部”，但保留原有呼号，1956年随中央广播事业局迁往复兴门外真武庙二条4号:261，1961年1月1日从中央广播事业局分出，仍属北京市委:265，1966年5月14日起由中央广播事业局代管，1974年1月再次交予北京市委。
1983年2月13日，北京人民广播电台开始试播调频广播，发射机房最初租用燕京饭店顶层，1986年11月又在皂君庙北京电视台顶层建设机房，1987年6月10日启用皂君庙调频立体声发射机房:151。1985年4月15日至23日，北京人民广播电台由复兴门外真武庙二条4号迁至建国门外大街14号新建技术楼:286，1993年将调频立体声传音机房从皂君庙迁往建国门外，同时在中央广播电视塔设置发射机:151。
20世纪80年代末，中国各地部分电台由原来的综合台转变为分设若干个专业频率的系列台，北京电台1990年也启动了此等“专业化办台”改革，于该年8月6日开播北京经济台，此时北京电台共设5套节目:307。1993年3月1日，北京电台原第一套节目（中波828千赫）改为北京新闻台（对外呼号仍为北京人民广播电台），原第五套节目（调频94.5兆赫）改为北京音乐台，该年8月23日又改为调频97.4兆赫至今；1993年12月18日，北京市公安交通管理局协办的北京交通广播开播。1994年4月1日开播的北京文艺台成为北京电台第六个专业台:1，同年12月1日实现规划的七个专业台全部建成。
2002年1月1日，北京体育广播开播。2005年3月1日，原北京经济台的频率改用于新开播的北京城市管理广播，2007年11月1日改称“城市服务管理广播”。

### 北京电视台历史
北京电视台于1979年5月16日成立，最初没有单一固定场所，仅靠租借新街口外大街14号成人教育局、宣武门饭店等多处地方制播节目，也没有一手设备，直至1988年由新街口外大街14号迁至皂君庙甲2号。1988年3月1日，位于苏州桥的北京电视台彩电中心大楼开工，北京电视台1993年由皂君庙甲2号院迁至苏州桥新址，并奠定了90年代综合、文体、教育三个频道的格局。
2001年6月24日，北京电视台与北京市有线广播电视台合并，北京电视台的频道数量自该年7月1日起增至7个，其中前3个为免费收视频道，后4个有线频道继续收费。
2007年，北京电视台建国路新址北京电视中心落成，2009年4月1日完成一期工程六个标清频道、一个高清频道的入驻。

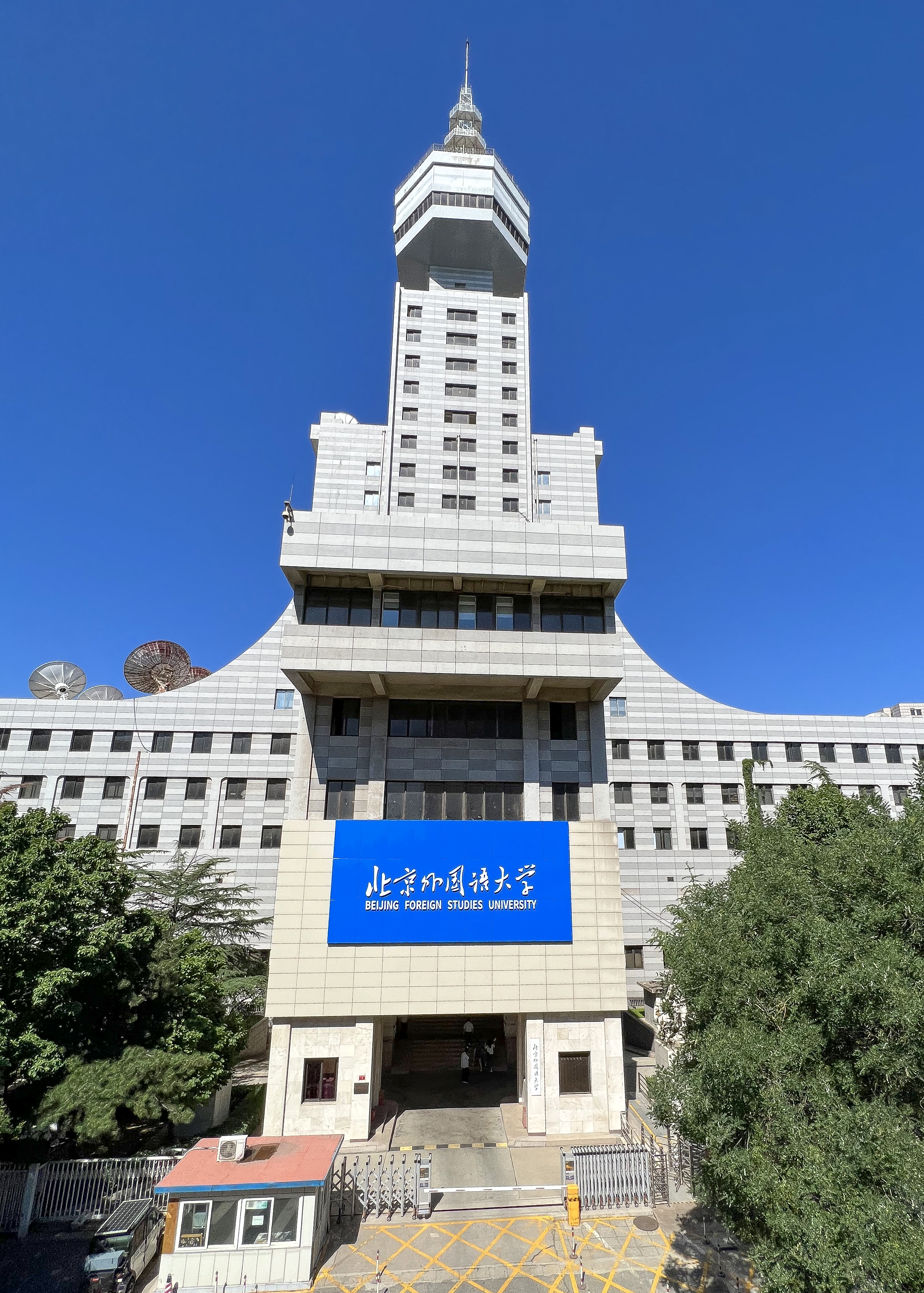
北京电视台苏州桥旧址主楼，现由北京外国语大学国际新闻与传播学院使用，但物业仍由北京广播电视台管理
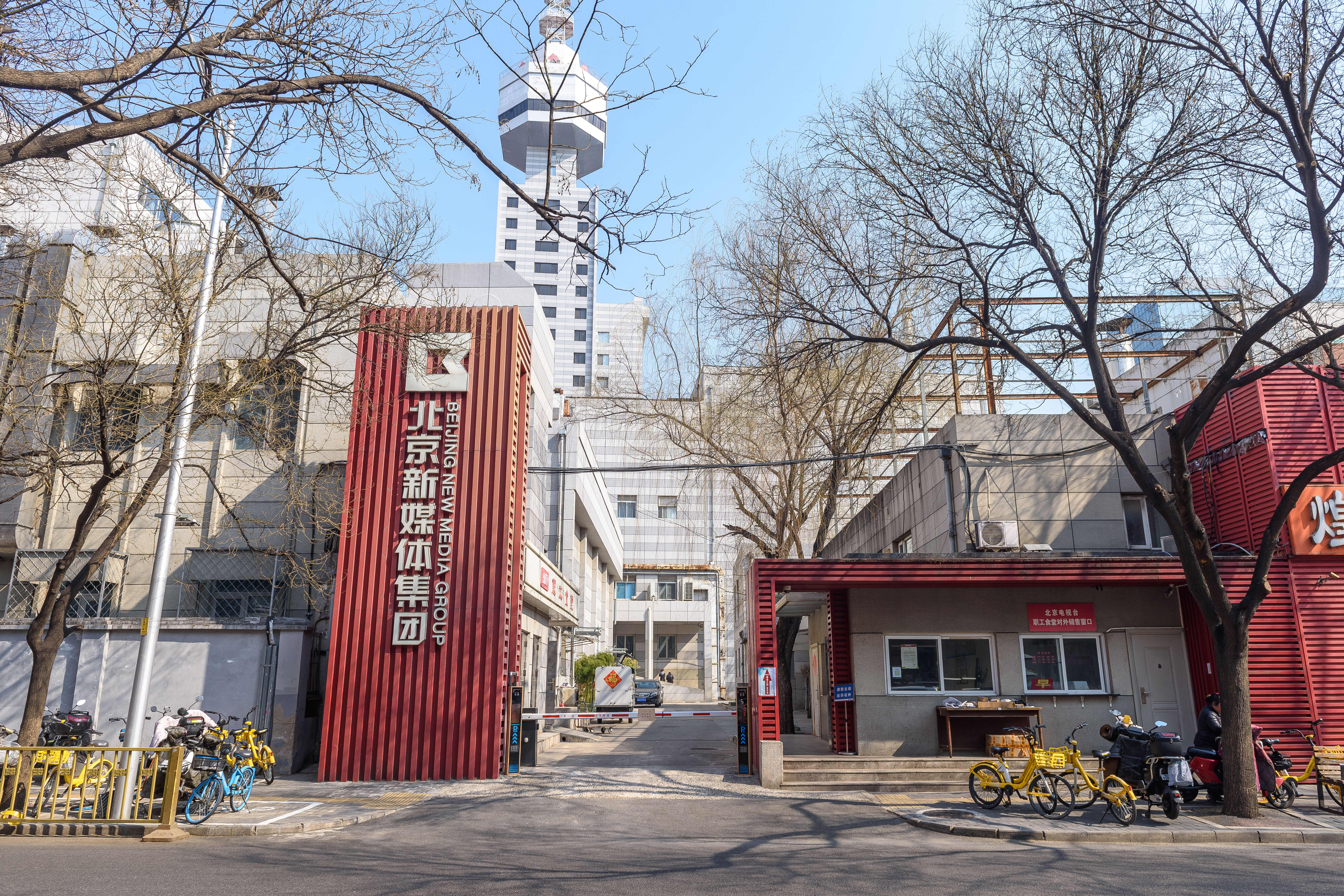
北京电视台苏州桥旧址西门，挂牌为北京新媒体集团

#### 北京有线电视台

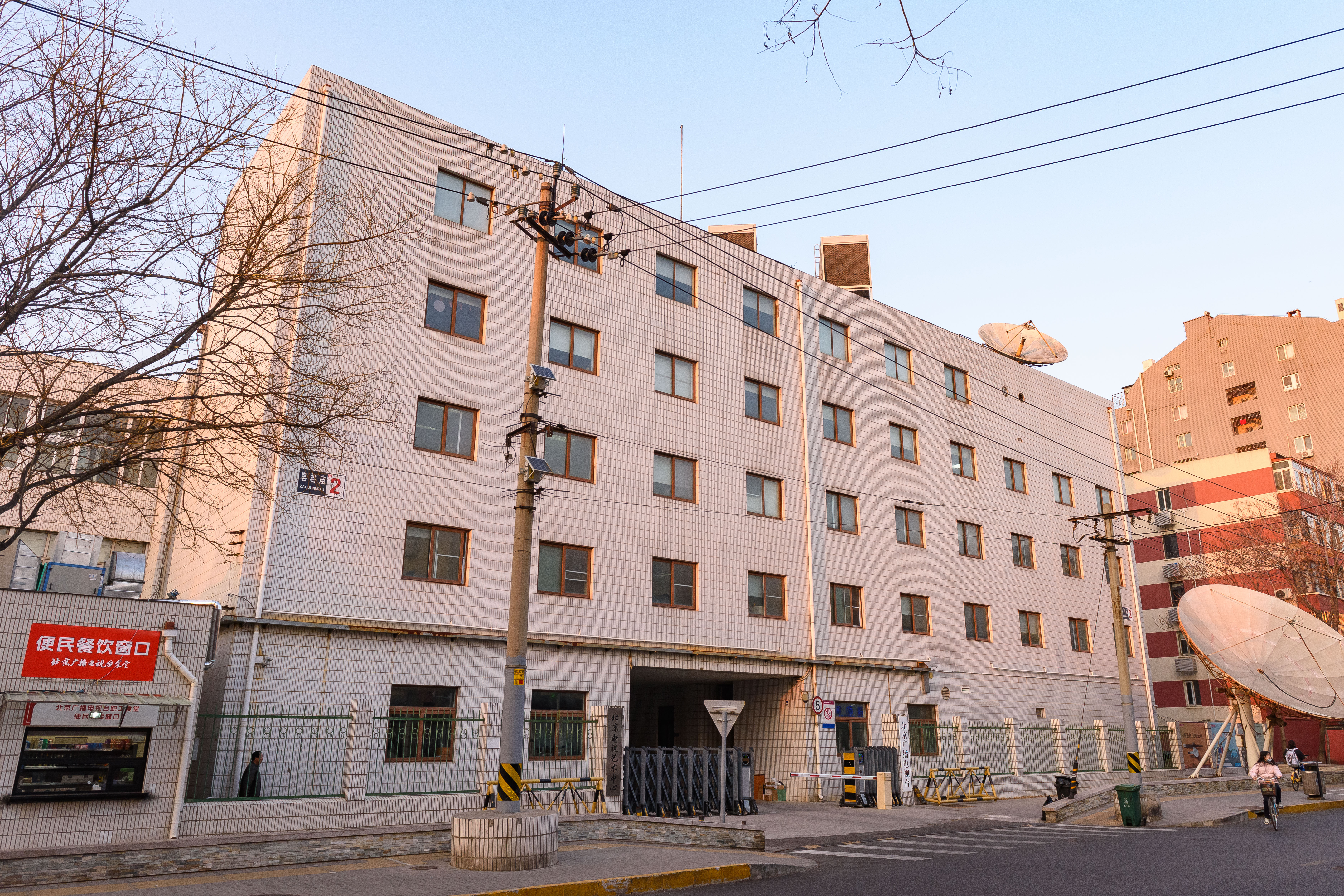
皂君庙甲2号原北京有线电视台台址（2025年3月）

1991年7月5日，北京市政府常务会议批准北京市广播电视局关于建立北京有线电视台（简称BCTV）的方案，1992年5月4日开始试播，台址位于皂君庙甲2号，当时有一个自办频道（影视频道）和两个转播频道，1993年5月4日转入正式播出，自办节目至1994年底增至3套（影视频道、信息频道、体育频道），1996年11月8日又开办生活频道。
2001年7月1日，北京有线电视台的四个频道并入北京电视台，不再使用北京市有线电视台的台名、呼号和台标。此后位于皂君庙甲2号的原北京有线电视台建筑仍由北京电视台及其后继机构北京广播电视台使用，目前歌华传媒旗下北京电视艺术中心（原北京市广播剧团、北京电视制片厂）仍在该处挂牌。

### 北广传媒历史

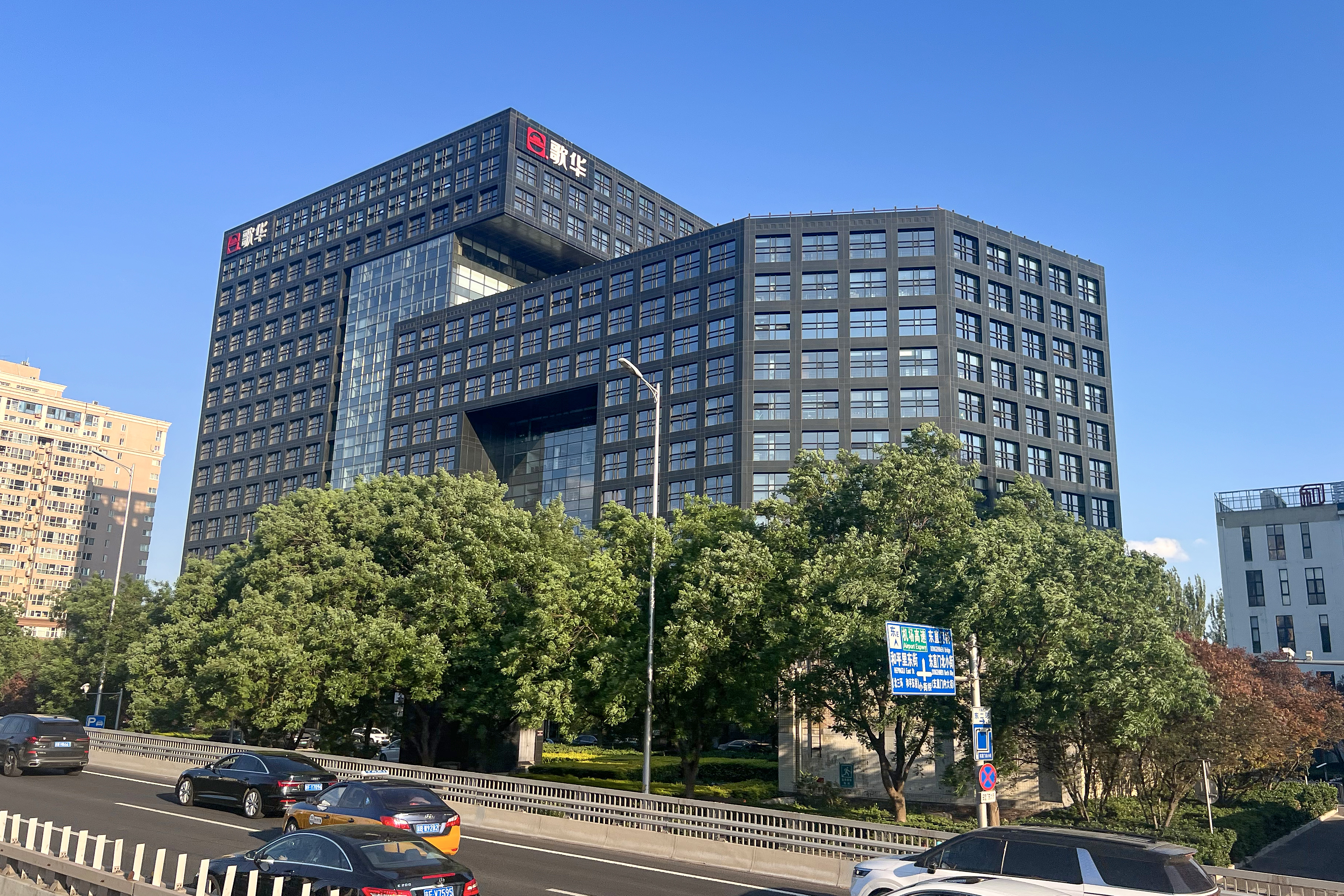
2015年，原北京北广传媒集团经营性资产和业务划出，成立北京歌华传媒集团公司

2001年5月28日，北京广播影视集团成立，2003年组建北京北广传媒集团有限公司。
2004年5月28日，北广传媒移动电视在北京公交实现试播，尽管这并不是北京公交系统第一次使用车载电视。2005年5月7日，北广传媒开办户外电视网络“北广传媒城市电视”。

### 合并后
- 1993年至2009年
- 2009年至2021年9月23日5时59分
- 2012年~2020年11月

2010年6月1日，北京广播电视台成立。是由原北京人民广播电台、北京电视台、北广传媒等单位合并组建而成。
2021年9月23日6时，北京广播电视台全台正式启用“BRTV”新台标。

## 服务

### 电视频道
北京广播电视台的电视服务，分属北京电视台和北广传媒集团，北京电视台于1979年5月16日成立:93，2001年6月合并了原北京市有线广播电视台，现有11个电视频道；北广传媒集团现有8个电视频道。
| 頻道名稱             | 语言        | 广播格式                    | 啟播時間 | 频道前身 | 備註                                         | 備註 |
| 北京卫视             | 普通話      | SD: PAL 576i 16:9 HD: 1080i | 标清版： 1979年5月16日（启播） 1998年1月1日（上星） 高标清数模同播：2009年9月28日 高标清16:9同播：2017年3月22日 高标清4K同播：2025年3月28日 | 北京电视台6频道 北京电视台一套 北京电视台综合频道 |                                              |      |
| 文艺频道             | 普通話      | SD: PAL 576i 16:9 HD: 1080i | 标清版：1990年10月14日 高标清数模同播：2013年1月1日 高标清16:9同播：2017年3月22日 | 北京电视台21频道 北京电视台二套 |                                              |      |
| 纪实科教频道         | 普通話      | SD: PAL 576i 16:9 HD: 1080i | （北京体育）标清版：1993年4月28日 高标清16:9同播：2014年6月 （北京纪实）2008年7月1日（启播） 2015年12月23日（上星） （冬奥纪实）2019年5月10日（撤并更名） 高标清4K同播：2020年12月30日 （北京科教）标清版：1999年12月27日 高标清16:9同播：2020年11月18日 （纪实科教）2022年9月21日（撤并更名） | （北京科教）北京电视台27频道 北京电视台三套 北京电视台科教频道 （北京体育）北京有线电视台3体育频道 北京电视台六套 北京电视台体育频道 （北京冬奥纪实）北京电视台奥运高清频道 北京电视台纪实高清频道 北京电视台纪实频道 北京电视台冬奥纪实频道 |                                              |      |
| 影视频道             | 普通話      | SD: PAL 576i 16:9 HD: 1080i | 标清版：1993年4月28日 高标清16:9同播：2016年8月 | 北京有线电视台 北京有线电视台1影视频道 北京电视台四套 |                                              |      |
| 财经频道             | 普通話      | SD: PAL 576i 16:9 HD: 1080i | 标清版：1993年4月28日 高标清16:9同播：2020年11月18日 | 北京有线电视台2信息频道 北京有线电视台2综合频道 北京电视台五套 |                                              |      |
| 生活频道             | 普通話      | SD: PAL 576i 16:9 HD: 1080i | 标清版：1996年11月8日 高标清16:9同播：2020年11月18日 | 北京有线电视台4生活频道（实际上属北京电视台） 北京电视台七套 |                                              |      |
| 新闻频道             | 普通話      | SD: PAL 576i 16:9 HD: 1080i | 标清版：2003年 高标清16:9同播：2017年5月18日 | 北京电视台九套 北京电视台公共频道 北京电视台公共·新闻频道 |                                              |      |
| 卡酷少儿卫视         | 普通話      | SD: PAL 576i 16:9 HD: 1080i | 2004年9月10日（启播） 上星播出：2007年9月10日（上星） 高标清16:9同播：2020年9月17日 高清上星：2020年10月12日 | 北京电视台十套 北京电视台动画频道 卡酷动画卫视 |                                              |      |
| 体育休闲频道         | 普通話      | SD: PAL 576i 16:9 HD: 1080i | （北京体育）标清版：1993年4月28日 高标清16:9同播：2014年6月 （北京纪实）2008年7月1日（启播） 2015年12月23日（上星） （冬奥纪实）2019年5月10日（撤并更名） 高标清4K同播：2020年12月30日 （体育休闲）2022年9月21日（撤并更名）                                                                   | （北京体育）北京有线电视台3体育频道 北京电视台六套 北京电视台体育频道 （北京冬奥纪实）北京电视台奥运高清频道 北京电视台纪实高清频道 北京电视台纪实频道 北京电视台冬奥纪实频道                                                                |                                              |      |
| 国际频道             | 普通話 英語 | HD: 1080i                   | 2005年2月1日（启播） 高清开播/标清停播：2023年5月29日 | | 中英文双语播出，该频道在境内只在北京IPTV播出 |      |
| 爱家购物频道         | 普通話      | SD: PAL 576i 16:9           | 2003年9月1日（启播） | 北京电视台电视购物频道 北京电视台购物商城频道 | 本地数字付费频道                             |      |
| 北广传媒移动电视频道 | 普通話      | SD: PAL 576i 4:3            | 2004年5月28日（启播） | | 隶属北广传媒                                 |      |
| 优优宝贝频道         | 普通話      | SD: PAL 576i 4:3            | 2004年 | 亲亲宝贝频道 | 卫星数字付费频道                             |      |
| 车迷频道             | 普通話      | SD: PAL 576i 4:3            | 2003年11月 | | 卫星数字付费频道                             |      |
| 中华特产频道         | 普通話      | SD: PAL 576i 4:3 HD: 1080i  | 2019年10月16日（启播） | 教育·就业频道 考试在线频道 | 卫星数字付费频道                             |      |
| 四海钓鱼频道         | 普通話      | SD: PAL 576i 16:9 HD: 1080i | 标清版：2004年1月1日 高标清16:9同播：2017年9月6日 | | 卫星数字付费频道                             |      |
| 环球旅游频道         | 普通話      | SD: PAL 576i 4:3            | 2005年4月8日（启播） | | 卫星数字付费频道                             |      |
| 生态环境频道         | 普通話      | SD: PAL 576i 4:3 HD: 1080i  | 2020年6月16日（启播） | 新娱乐频道 | 卫星数字付费频道                             |      |

#### 停播频道
- 北京有线五套：开播和停播时间不详。
- 青年频道：前身为北京电视台八套、北京电视台青少频道，2002年1月1日开播，2023年1月1日停播。[37]
- 2024年4月16日起，北广传媒京视剧场频道、动感音乐频道、置业频道、弈坛春秋频道四套本地数字付费频道停止播出。[38]

### 广播频率
北京人民广播电台于1949年2月2日成立，该台是拥有独立发射机构的国有广播电台，前身为北平新华广播电台第二套节目，位于北京市东长安街延长线的建国门外南侧。全台辖有7个广播频率、北京广播网、1个节目制作中心、14个职能部门以及全资国有的北京广播集团有限公司。
| 頻道名稱           | 语言   | 频道频率                   | 啟播時間                              | 频道前身                                                                           | 備註 |
| 新闻广播           | 普通話 | FM94.5 AM828               | 启播：1949年2月2日 更名：1993年3月1日 | 北平新华广播电台第二套节目 北京人民广播电台（主频呼号） 北京人民广播电台第一套节目 | 2021年2月1日及之前使用FM100.6频率                                                                                          |
| 城市广播副中心之声 | 普通話 | FM107.3 AM1026             | 2005年3月1日                          | 北京城市广播                                                                       | 全国首家以城市管理和服务为主要内容的广播电台，2020年10月19日调整为北京城市广播副中心之声，定位于服务、宣传北京城市副中心。 |
| 体育广播双奥之声   | 普通話 | FM102.5 FM92.7（有線調頻） | 2002年1月1日                          |                                                                                    | 2019年1月1日使用“北京体育广播双奥之声”呼号。                                                                               |
| 音乐广播           | 普通話 | FM97.4 FM94.6（有線調頻）  | 1993年1月23日                         |                                                                                    | |
| 交通广播           | 普通話 | FM103.9 FM95.6（有线调频） | 1993年12月18日                        |                                                                                    | |
| 文艺广播           | 普通話 | FM87.6 FM93.8（有线调频）  | 1994年4月1日                          |                                                                                    | |
| 京津冀之声         | 普通話 | FM100.6                    | 2021年2月26日                         | 北京人民广播电台国际音乐广播（动听调频Metro Radio）                                | 2021年2月1日及之前使用FM94.5频率                                                                                           |

#### 停播频率
- 外语广播（英语：Radio Beijing International）：2004年9月17日开播，2023年1月1日停播。[37]
- 故事广播：2009年1月1日开播，2023年1月1日停播。[37]
- 青年广播：2017年2月26日开播，2023年1月1日停播。[37]
- 2020年11月18日起，古典音乐广播、通俗音乐广播、教学广播、长书广播、戏曲曲艺广播、欢乐时光广播、怀旧金曲广播七套有线广播节目停止播出。[42]

## 电视文化

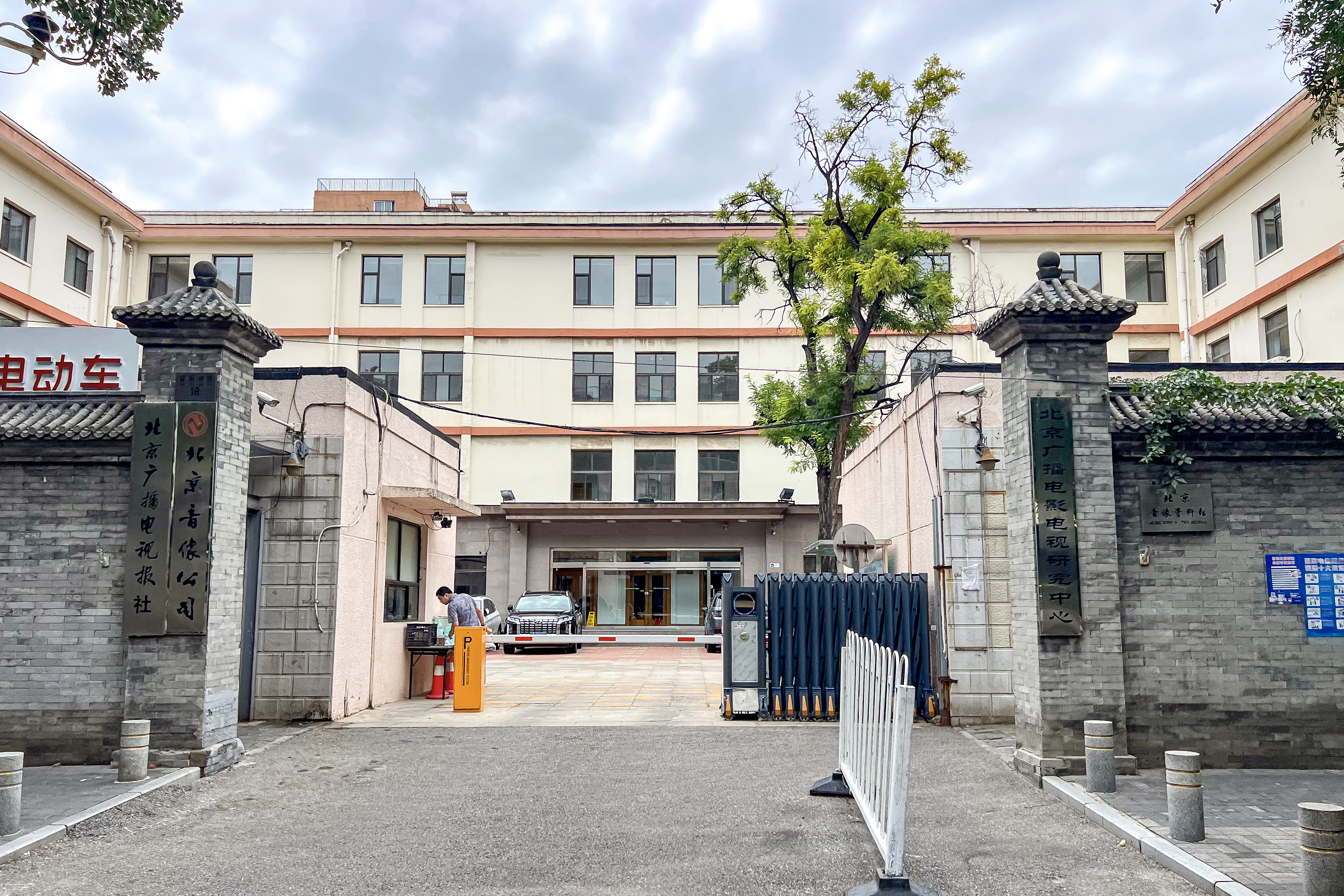
北京音像有限公司亦为歌华旗下公司

### 北京电视中心
北京电视中心是北京电视台新台址，也是2000年代北京十大建筑，由日本日建設計株式會社設計。由一个建筑组群构成，有综合业务楼、多功能演播楼、生活服务楼、媒体广场、地下室停车场。
北京电视台原址位于海淀区西三环北路三号，办公面积狭小。2000年，北京台决定在朝阳区CBD（建国路甲98号）建设北京电视中心。北京电视中心于2002年12月12日奠基开工，按照计划，工程于2006年底竣工，2006年7月至2007年6月底进行电视专业设备的安装和调试，2007年7月试播，2008年1月部分投入使用。至2012年初，大部分部门与设备已搬放新台址。生活频道、财经频道办公地一度留在海淀区苏州桥台址。
2021年，北京外国语大学入驻西三环北京电视台原台址并将其作为北校区使用。

### 首都机场采访室
北京电视台首都机场采访室位于北京首都国际机场3号航站楼D区二楼国航小交路候机区D03铺。